# Kay-Uwe Jendrossek
Kay-Uwe Jendrossek (* 25. Oktober 1971 in Leipzig) ist ein ehemaliger deutscher Fußballspieler, der den Großteil seiner Laufbahn beim Chemnitzer FC und Erzgebirge Aue verbrachte. Derzeit ist er Trainer des Oberligisten Chemnitzer FC II.

## Sportlicher Werdegang
Kay-Uwe Jendrossek begann seine Laufbahn im Leipziger Süden, wo er anfangs für die BSG Aktivist Espenhain und den BSV Borna spielte. Kurzzeitig wechselte er nach Probstheida zum 1. FC Lokomotive Leipzig, konnte sich aber letztlich nicht im Club etablieren. Nach einer Zwischenstation beim FC Bayern Hof heuerte der Mittelfeldspieler beim FC Sachsen Leipzig an. In Leutzsch konnte sich Jendrossek als Stammspieler in der Regionalliga durchsetzen, worauf ihn im Jahr 1996 der Ligarivale Chemnitzer FC verpflichtete.
In Chemnitz hatte Jendrossek seine sportlich erfolgreichste Zeit. Obwohl der CFC gerade abgestiegen war, gelang ihm 1999 die Rückkehr in die 2. Bundesliga. In den nächsten beiden Spielzeiten war er fester Bestandteil im Team der Himmelblauen, außerdem gewann er 1997 sowie 1998 den Sachsenpokal. Nach dem 2001 erfolgten Wiederabstieg des CFC zog es Jendrossek zum Lokalrivalen Erzgebirge Aue, wo er insgesamt drei Spielzeiten aktiv war. Analog zu Chemnitz schaffte er auch mit Erzgebirge Aue den Aufstieg in die 2. Bundesliga. Im April 2004 wurde er für sechs Spiele gesperrt, weil in einer Dopingkontrolle ein kortisonhaltiges Medikament aufgefallen war. In der Saison 2004/05 spielte er keine Rolle mehr in den Planungen von Trainer Gerd Schädlich.
Jendrossek wechselte darauf wieder an die Gellertstraße zurück, kam aber verletzungsbedingt nur noch zu sechs Einsätzen. In der Spielzeit 2005/06 gehörte er zwar noch zum Kader, beendete seine Laufbahn wegen einer Knieverletzung aber vorzeitig als Sportinvalide. Seit 2008 trainiert er die zweite Mannschaft des Clubs, gehört aber neben Torsten Bittermann auch zum Trainergespann des Drittligisten.

## Stationen
- 1992: FC Bayern Hof
- 1992 bis 1994: Bornaer SV
- 1994 bis 1996: FC Sachsen Leipzig
- 1996 bis 2001: Chemnitzer FC
- 2001 bis 2004: FC Erzgebirge Aue
- 2004 bis 2006: Chemnitzer FC
- 2006 bis 2015: Chemnitzer FC II (Trainer)
- 2006 bis 2010: Chemnitzer FC (Co-Trainer)
- 2014 bis 2016: Chemnitzer FC (Co-Trainer)

## Statistik
- 2. Bundesliga: 58 Einsätze (3 Tore)
- Regionalliga Nord/Nordost: 112 Einsätze (4 Tore)